# The Vaccines
The Vaccines je britská rocková skupina, založená v roce 2010 v Londýně. Skupinu tvoří zpěvák a kytarista Justin Hayward-Young, kytarista Freddie Cowan, baskytarista Árni Árnason a bubeník Pete Robertson. Své první album nazvané What Did You Expect from The Vaccines? skupina vydala v březnu 2011; druhé Come of Age následovalo v září 2012. V srpnu 2013 skupina vydala čtyřpísňové EP Melody Calling. Třetí řadové album s názvem English Graffiti bylo vydáno v květnu 2015.

## Diskografie
- What Did You Expect from The Vaccines? (2011)
- Come of Age (2012)
- English Graffiti (2015)
- Combat Sports (2018)
- What Did You Expect From The Vaccines? (demos) (2021)
- Back In Love City (2021)